# Basford (Cheshire)
 (juillet 2018).
Si vous disposez d'ouvrages ou d'articles de référence ou si vous connaissez des sites web de qualité traitant du thème abordé ici, merci de compléter l'article en donnant les références utiles à sa vérifiabilité et en les liant à la section « Notes et références ».
Pour les articles homonymes, voir Basford.
Basford est un hameau et une paroisse civile d'Angleterre située dans le comté de Cheshire. La paroisse est divisée en deux par la ligne ferroviare entre Crewe et Stafford etaussi par l'autoroute A500. Ici se trouve la gare de triage de Basford Hall Yard, nommée d'après le manoir local.